# باوزن
باوزن (به اسپانیایی: Bausen) یک منطقهٔ مسکونی در اسپانیا است که در دره آران واقع شده‌است. باوزن ۱۷٫۷ کیلومتر مربع مساحت دارد.